# Конвой O-604 (січень 1944)
Конвой O-604 (січень 1944 року) — японський конвой часів Другої світової війни, проведення якого відбувалось у січні 1944 року.
Конвой сформували на острові Нова Британія в Рабаулі — головній передовій базі японців в архіпелазі Бісмарка, з якої вони вже два роки провадили операції на Соломонових островах та сході Нової Гвінеї. Пунктом призначення при цьому був важливий транспортний хаб Палау на заході Каролінських островів.
До складу конвою О-604 увійшли судна «Тайян-Мару» та «Франсе-Мару», а ескорт складався з мисливців за підводними човнами CH-16 та CH-40.
17 січня 1944 року судна вийшли з Рабаула та попрямували на північний захід. У цей період можливості угруповання в Рабаулі стрімко вичерпувались, а комунікації до архіпелагу перебували під активним впливом ворожої авіації та підводних човнів, проте конвой О-604 зміг безперешкодно пройти своїм маршрутом і 23 січня прибув до Палау.
За кілька місяців до того, у липні 1943 року, між Рабаулом та Палау вже пройшов ще один конвой з ідентифікатором O-604.